# Yuji Rokutan
Yuji Rokutan (六反 勇治 Rokutan Yuji?), född 10 april 1987 i Kagoshima prefektur, är en japansk fotbollsspelare.
Rokutan började sin karriär 2006 i Avispa Fukuoka. Han spelade 40 ligamatcher för klubben. 2011 flyttade han till Yokohama F. Marinos. Efter Yokohama F. Marinos spelade han för Vegalta Sendai och Shimizu S-Pulse.